# Рабинович Саул Львович
Саул Левович Рабинович (нар. 16 червня 1905, Одеса — пом. 23 грудня 1988) — радянський скульптор.

## Біографія
Навчався на архітектурному відділенні Одеського художнього інституту, потім з 1922 року в Петроградській академії мистецтв у Олександра Матвєєва. Закінчив Академію мистецтв у 1926 році.
У 1927-1939 роках жив у Парижі, був знайомий і співпрацював з відомими французькими художниками та скульпторами — Бурделем, Деспіо та іншими. Дружив з відомим радянським письменником Іллею Еренбургом, який часто бував у Франції на той час.
Повернувшись до Москви, викладав у Строганівському училищі, був наставником таких скульпторів, як Вадим Сідур, Андрій Красулін, Юрій Орєхов і Олександр Косолапов.

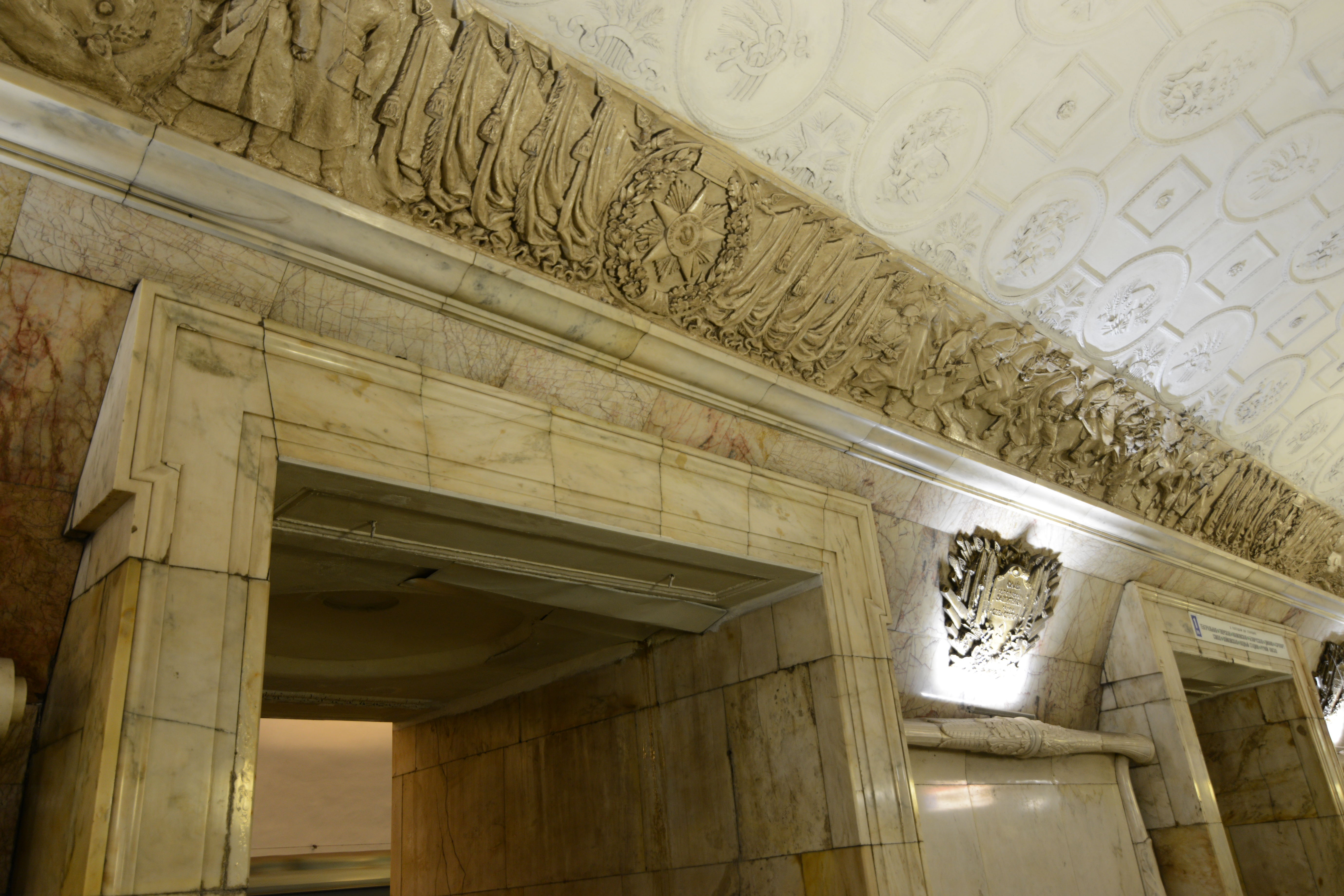
Станція метро «Новокузнецька»

Скульптурами Саула Рабиновича прикрашено ряд станцій Московського метрополітену, зокрема станції метро «Семенівська», «Новокузнецька», наземний павільйон станції «Сокольники». Також його робота «Білоруські партизани» прикрашає перехід станції «Білоруська».
Похований на Кунцевському цвинтарі (10 ділянка.).